# Koblenz Hauptbahnhof
Koblenz Hauptbahnhof (afgekort als: Koblenz Hbf) is het grootste station van de Duitse stad Koblenz. Het station werd in 1902 geopend.
Het station wordt door de volgende treinen aangedaan:
| Serie        | Treinsoort                          | Route | Bijzonderheden |
| ------------ | ----------------------------------- | --- | --- |
| ICE 10       | InterCityExpress (DB Fernverkehr)   | Berlin Gesundbrunnen – Berlin Hbf – Berlin Spandau – Wolfsburg Hbf – Hannover Hbf – [ Bremen Hbf – Oldenburg (Oldb) Hbf ] / [ Bielefeld Hbf – Hamm (Westf) – [ Hagen Hbf – Wuppertal Hbf – Köln Hbf – Bonn Hbf – Koblenz Hbf ] / [ Dortmund Hbf – Bochum Hbf – Essen Hbf – Mülheim (Ruhr) Hbf – Duisburg Hbf – Düsseldorf Flughafen – Düsseldorf Hbf – Köln Messe/Deutz – Köln Hbf ] | Vanaf Hamm één treindeel naar Keulen en één naar Düsseldorf. Één trein per dag tussen Berlijn en Oldenburg. |
| ICE 31       | InterCityExpress (DB Fernverkehr)   | Hamburg-Altona – Hamburg Dammtor – Hamburg Hbf – Hamburg-Harburg – Bremen Hbf – Osnabrück Hbf – Münster Hbf – Dortmund Hbf – Hagen Hbf – Wuppertal Hbf – Solingen Hbf – Köln Hbf – Bonn Hbf – Koblenz Hbf – Bingen (Rhein) Hbf – Mainz Hbf – Frankfurt (Main) Flughafen Fernbahnhof – Frankfurt (Main) Hbf – Hanau Hbf – Würzburg Hbf – Nürnberg Hbf – Ingolstadt Hbf – München Hbf | Elk uur tussen Hamburg en Frankfurt. Éénmaal per twee uur tussen Frankfurt en Nürnberg. Enkele treinen door tot München. |
| IC/EC 30     | Intercity (DB Fernverkehr)          | [ [ Westerland (Sylt) – Husum ] / [ Hamburg-Altona ] – Hamburg Dammtor ] / [ Ostseebad Binz – Stralsund Hbf – Rostock Hbf – Bützow – Bad Kleinen – Schwerin Hbf ] – Hamburg Hbf – Hamburg-Harburg – Bremen Hbf – Osnabrück Hbf – Münster Hbf – Dortmund Hbf – Bochum Hbf – Essen Hbf – Duisburg Hbf – Düsseldorf Hbf – Köln Hbf – Bonn Hbf – Remagen – Andernach – Koblenz Hbf – Mainz Hbf – Mannheim Hbf – [ Heidelberg Hbf – Vaihingen (Enz) – Stuttgart Hbf ] / [ Karlsruhe Hbf – Baden-Baden – Freiburg (Breisgau) Hbf – Basel Bad Bf – Basel SBB – Zürich Hbf – Sargans – Landquart – Chur ] | Enkele treinen vanaf Binz en Westerland tot Stuttgart. |
| IC 31        | Intercity (DB Fernverkehr)          | [ [ Kiel Hbf – Neumünster ] / [ Hamburg-Altona ] – Hamburg Dammtor ] / [ Fehmarn-Burg – Oldenburg (Holst) – Lübeck Hbf ] – Hamburg Hbf – Hamburg-Harburg – Bremen Hbf – Osnabrück Hbf – Münster Hbf – Dortmund Hbf – Hagen Hbf – Wuppertal Hbf – Solingen Hbf – Köln Hbf – Bonn Hbf – Remagen – Andernach – Koblenz Hbf – Boppard Hbf – Bingen (Rhein) Hbf – Mainz Hbf – Frankfurt (Main) Flughafen Fernbahnhof – Frankfurt (Main) Hbf – Hanau Hbf – Würzburg Hbf – Nürnberg Hbf – Regensburg Hbf – Plattling – Passau Hbf | Twee treinen per dag per richting. 's Zomers één trein vanaf Fehmarn. |
| IC/EC 32     | Intercity (DB Fernverkehr)          | [ [ Ostseebad Binz – Stralsund Hbf – Greifswald ] / [ Seebad Heringsdorf – Zinnowitz ] – Züssow – Pasewalk – Angermünde – Berlin Gesundbrunnen ] / [ Dresden Hbf – Berlin Südkreuz – Berlin Hbf ] – Berlin-Spandau – Stendal Hbf – Wolfsburg Hbf – Hannover Hbf – [ Herford – Bielefeld Hbf – Gütersloh Hbf – Hamm (Westf) – Dortmund Hbf – Bochum Hbf – Essen Hbf – Mülheim (Ruhr) Hbf ] / [ Osnabrück Hbf – Münster Hbf – Recklinghausen Hbf – Wanne-Eickel Hbf – Gelsenkirchen Hbf – [ Essen Hbf – Mülheim (Ruhr) Hbf ] / [ Oberhausen Hbf ] ] – Duisburg Hbf – [ [ Krefeld Hbf ] / [ Düsseldorf Flughafen – Düsseldorf Hbf – Neuss Hbf ] – Mönchengladbach Hbf – Aachen Hbf ] / [ Düsseldorf Flughafen – Düsseldorf Hbf – Köln Hbf – Bonn Hbf – Remagen – Andernach – Koblenz Hbf – Bingen (Rhein) Hbf – Mainz Hbf – Worms Hbf – Mannheim Hbf – Heidelberg Hbf – Vaihingen (Enz) – Stuttgart Hbf – [ Reutlingen – Tübingen ] / [Plochingen – Göppingen – Ulm Hbf – [ Biberach (Riß) – Ravensburg – Friedrichshafen Stadt – Lindau Hbf – Bregenz – Dornbirn – Feldkirch – Bludenz – Landeck-Zams – Imst-Pitztal – Telfs-Pfaffenhofen – Innsbruck Hbf ] / [ Günzburg – Augsburg Hbf – München-Pasing – München Hbf – Rosenheim – Bad Endorf – Prien a Chiemsee – Traunstein – Freilassing – Salzburg Hbf – Golling-Abtenau – Bischofshofen – St. Johann im Pongau – Schwarzbach-St. Veit – Dorfgastein – Bad Hofgastein – Bad Gastein – Mallnitz-Obervellach – Spittal-Milstättersee – Villach Hbf – Velden am Wörthersee – Pörtschach am Wörthersee – Krumpendorf am Wörthersee – Klagenfurt Hbf ] ] | 's Zomers één trein per richting per week tussen Keulen en Binz/Heringsdorf. Enkele treinen tussen Hannover en Essen via Münster. Één trein per dag vanaf Ulm naar Innsbruck. Doordeweeks één trein per dag vanaf Stuttgart naar Tübingen. |
| IC 35        | Intercity (DB Fernverkehr)          | [ Norddeich Mole ] / [ Emden Außenhafen ] – Emden Hbf – Leer (Ostfriesl) – Papenburg (Ems) – Meppen – Lingen (Ems) – Rheine – Münster (Westf) Hbf – Recklinghausen Hbf – Gelsenkirchen Hbf – Oberhausen Hbf – Duisburg Hbf – Düsseldorf Hbf – Köln Hbf – Bonn Hbf – Remagen – Andernach – Koblenz Hbf – Bingen (Rhein) Hbf – Mainz Hbf – Worms Hbf – Mannheim Hbf – [ Karlsruhe Hbf – Offenburg – Donaueschingen – Singen (Hohentwiel) – Konstanz ] / [ Heidelberg Hbf – Vaihingen (Enz) – Stuttgart Hbf ] | Rijdt eenmaal per twee uur, op vrijdag en zaterdag rijdt er één trein vanaf Emden Hbf naar Konstanz. Op zondag rijdt er één trein vanaf Konstanz naar Emden Hbf. Enkele treinen van/naar Emden Außenhafen                                  |
| IC 55        | Intercity (DB Fernverkehr)          | Dresden Hbf – Riesa – Leipzig Hbf – Flughafen Leipzig/Halle – Halle (Saale) Hbf – Magdeburg Hbf – Braunschweig Hbf – Hannover Hbf – Bielefeld Hbf – Hamm (Westf) – Dortmund Hbf – [ Hagen Hbf – Wuppertal Hbf – Solingen Hbf – Köln Hbf ] / [ Bochum Hbf – Essen Hbf – Mülheim (Ruhr) Hbf – Duisburg Hbf – Düsseldorf Hbf – Köln Hbf – Bonn Hbf – Koblenz Hbf – Mainz Hbf – Mannheim Hbf – Heidelberg Hbf – Stuttgart Hbf – Ulm Hbf – Memmingen – Kempten (Allgäu) Hbf – Immenstadt – Oberstdorf ] | 1x per dag Leipzig - Oberstdorf via Duisburg en Düsseldorf. |
| NJ 425       | Nightjet (ÖBB)                      | Brussel-Zuid – Brussel-Noord – Luik-Guillemins – Aachen Hbf – Köln-Ehrenfeld – Bonn Hbf – Koblenz Hbf – Mainz Hbf – Frankfurt (Main) Süd – Erfurt Hbf – Halle (Saale) Hbf – Berlin Südkreuz – Berlin Hbf | Drie keer per week. Trein splitste en combineerde in Mannheim Hbf. Rijdt Brussel – Mannheim samen NJ 40425. Rijdt Mannheim – Berlijn samen met NJ 40469.                                                                                   |
| NJ 40425     | Nightjet (ÖBB)                      | Brussel-Zuid – Brussel-Noord – Luik-Guillemins – Aachen Hbf – Köln-Ehrenfeld – Bonn Hbf – Koblenz Hbf – Mainz Hbf – München Ost – Rosenheim – Salzburg Hbf – Linz Hbf – Sankt Pölten Hbf – Wien Meidling – Wien Hbf | Drie keer per week. Trein splitste en combineerde in Mannheim Hbf. Rijdt Brussel – Mannheim samen met NJ 425. Rijdt Mannheim – Wenen samen met NJ 469.                                                                                     |
| RE 1         | Regional-Express (DB Regio Mitte)   | Koblenz Hbf – Cochem (Mosel) – Wittlich Hbf – Trier Hbf – Dillingen (Saar) – Saarlouis Hbf – Saarbrücken Hbf – Homburg (Saar) Hbf – Kaiserslautern Hbf – Ludwigshafen (Rhein) Hbf – Mannheim Hbf | |
| RE 2         | Regional-Express (DB / Vlexx)       | Koblenz Hbf – Boppard Hbf – Oberwesel – Bingen (Rhein) Hbf – Mainz Hbf – Frankfurt (Main) Flughafen Regionalbahnhof – Frankfurt (Main) Hbf | |
| RE 5 (RRX)   | Regional-Express (National Express) | Wesel – Oberhausen Hbf – Duisburg Hbf – Düsseldorf Hbf – Köln Hbf – Bonn Hbf – Remagen – Andernach – Koblenz Hbf | Rhein-Express |
| RE 8         | Regional-Express (DB Regio NRW)     | Mönchengladbach Hbf – Rheydt Hbf – Grevenbroich – Köln Hbf – Porz (Rhein) – Bonn-Beuel – Unkel – Koblenz Hbf | Rhein-Erft-Express |
| RE 5100RE 11 | Regional-Express (CFL)              | Luxemburg – Wasserbillig – Igel – Trier Hbf – Wittlich Hbf – Cochem (Mosel) – Koblenz Hbf | |
| RE 17        | Regional-Express (Vlexx)            | Koblenz Hbf – Boppard Hbf – Oberwesel – Bingen (Rhein) Hbf – Bad Kreuznach – Kaiserslautern Hbf | |
| RB 10        | Regionalbahn (VIAS)                 | Neuwied – Koblenz Hbf – Niederlahnstein – Kamp-Bornhofen – Kaub – Lorch (Rhein) – Aßmannshausen – Rüdesheim (Rhein) – Geisenheim – Oestrich-Winkel – Hattenheim – Eltville – Niederwalluf – Wiesbaden-Schierstein – Wiesbaden-Biebrich – Wiesbaden Hbf – Frankfurt (Main) Höchst – Frankfurt (Main) Hbf | |
| RB 23        | Regionalbahn (DB Regio Mitte)       | Mayen Ost – Mendig – Kruft – Andernach – Weißenthurm – Urmitz – Koblenz Hbf – Niederlahnstein – Bad Ems West – Nassau (Lahn) – Balduinstein – Fachingen (Lahn) – Limburg (Lahn) | |
| RB 26        | Regionalbahn (Trans regio)          | Köln Messe/Deutz – Köln Hbf – Brühl – Bonn Hbf – Bonn-Bad Godesberg – Rolandseck – Remagen – Andernach – Koblenz Hbf – Boppard Hbf – Oberwesel – Bingen (Rhein) Hbf – Ingelheim – Mainz Hbf | MittelrheinBahn |
| RB 81        | Regionalbahn (DB Regio Mitte)       | Koblenz Hbf – Winningen (Mosel) – Kobern-Gondorf – Hatzenport – Treis-Karden – Cochem (Mosel) – Edingen-Eller – Bullay DB – Ürzig DB – Wittlich Hbf – Hetzerath – Schweig DB – Ehrang – Trier Hbf | |

| Treinserie                       | Traject | Frequentie | Vervoerder        |
| -------------------------------- | --- | ---------- | ----------------- |
| NJ 421/420/ 40491/40490/ 425/424 | [Amsterdam C - Utrecht C - Arnhem C - Duisburg - Düsseldorf - Köln Hbf]/[Brussel-Zuid - Luik Guillemins - Aachen] - Koblenz - Mainz - Frankfurt Süd/[Hamburg Altona - Hannover - Leipzig] - Nürnberg - [München - Rosenheim - Kufstein]/[ - Linz - Wenen] | 1x per dag | ÖBB/ NMBS/ DB/ NS |
| NJ 403/402 IC 60403/60402        | Amsterdam C - Utrecht C - Arnhem C - Duisburg - Düsseldorf - Köln - Koblenz - Mainz - Frankfurt am Main Hbf - Mannheim - Freiburg - Basel Bad - Basel SBB - Zürich HB                                                                                     | 1x per dag | ÖBB/ SBB/ DB/ NS  |

RE 1 en RE 11 rijden tussen Koblenz en Trier gezamenlijk en worden te Trier gesplitst in één trein naar Luxembourg en een trein naar Saarbrücken/Mannheim.
RB 10 rijdt via de Rechterrijnstrecke.
RB 81 rijdt 1x per 2 uur door naar Perl.
In de regel heeft Koblenz Hbf ieder uur een Eurocity of ICE of IC naar Keulen en Mainz/Frankfurt.
NightJet (40)421/420 en 425/424 rijden van/naar Köln West gekoppeld en volgen daarna hun eigen weg naar Nederland/België. Te Nürnberg wordt NJ 421/425 samengevoegd met NJ 491 naar Wenen en wordt NJ 40421 samengevoegd met NJ 40491 naar Innsbruck. In omgekeerde richting wordt dit ook gedaan te Nürnberg.